# CA003
EXILIMケータイ CA003（エクシリムケータイ　シーエーゼロゼロサン）は、カシオ計算機およびカシオ日立モバイルコミュニケーションズ（現・日本電気(NEC)）が日本国内向けに開発した、auブランドを展開するKDDI および沖縄セルラー電話のCDMA 1X WINの携帯電話である。

## 特徴
2009年の冬モデルにおいて、2機種発表されたEXILIMケータイの内ハイエンドにあたる機種。
W63CAの後継機種であり、EXILIMケータイとしてはシリーズ最大の約12.2Mピクセル（1217万画素）を誇るCMOSイメージセンサーを用いたカメラを搭載した。
また、同キャリア向けのカシオブランドの機種としては初めてmicroSDHCカードに対応し、ディスプレイには3.3型のVisualフルワイドVGA（240RGBG×854、ただし擬似的に480×854ドット表示可能）サイズの有機ELディスプレイを搭載。
加えて、EXILIMに搭載されているダイナミックフォトや最大2Mサイズで20枚／秒の高速連写モード、オートベストショットなどの機能も初めて搭載されている。
過去に発売されたEXILIMケータイシリーズのW53CAやW63CAが、携帯電話ではなくデジタルカメラであるかのように見えることを意図したデザインであったのに対し、本機では携帯電話とデジタルカメラを自然な形で融合させたデザインが志向されている。本機ではカメラ面全体が電池カバーとなっており、その為本体と電池カバーとの境目が排除された。ターコイズグリーンとダークパープルの2色にのみ、ディスプレイ背面に波を思わせる加工が施されている。
auのKCP+端末は、マルチタスクや2画面表示が可能な「マルチプレイウィンドウ」を搭載していたが、2009年夏モデルの一部機種から「クイックアクセスメニュー」を新たに搭載。2009年秋冬モデルでは、開発コスト等を削減する理由で2画面同時表示機能を省いているが、この機種のみ対応しており、以降これに対応したモデルは発表されておらず「2画面同時表示ができる最後のauケータイ」となっている。

## 沿革
- 2009年7月17日 - 電気通信端末機器審査協会（JATE）通過。
- 2009年10月19日 - KDDI、およびカシオ計算機より公式発表。
- 2009年10月29日 - 一部端末に表示不良の有機ELディスプレイが使われていたため10月30日の発売を延期。[2]
- 2009年11月14日 - 中部・関西・沖縄地区にて発売。
- 2009年11月20日 - 北海道・北陸・中国・四国地区にて発売。
- 2009年11月21日 - 上記以外の残りの地区にて発売。
- 2010年8月末 - 販売終了。
- 2022年3月31日 - auの3Gサービス（CDMA 1X WIN）の終了・停波により当端末は利用不可となる。

## 主な機能・対応サービス
| 主な機能・対応サービス                                                                  | 主な機能・対応サービス                                                           | 主な機能・対応サービス                                       | 主な機能・対応サービス          |
| --------------------------------------------------------------------------------------- | -------------------------------------------------------------------------------- | ------------------------------------------------------------ | ------------------------------- |
| LISMO! (着うたフル) (着うたフルプラス) (LISMOビデオクリップ) (LISMO Video) (LISMO Book) | EZケータイアレンジ                                                               | バーコードリーダー&メーカー                                  | PCサイトビューアー              |
| au BOX                                                                                  | ワイヤレスミュージック                                                           | au Smart Sports Run & Walk Karada Manager カロリーカウンター | EZナビウォーク 3D・声de入力対応 |
| EZ助手席ナビ                                                                            | 安心ナビ                                                                         | 災害時ナビ                                                   | ナカチェン                      |
| EZアプリ FullGame! Bluetooth対戦                                                        | EZアプリ(BREW)                                                                   | オープンアプリプレイヤー                                     | PCドキュメントビューアー        |
| EZケータイアレンジ アレンジメニュー                                                     | au oneガジェット マルチプレイウィンドゥ (2画面表示対応) クイックアクセスメニュー | じぶん銀行アプリ                                             | EZ・FM                          |
| EZチャンネル EZチャンネルプラス EZニュースフラッシュ EZニュースEX                       | Touch Message                                                                    | EZFeliCa                                                     | ケータイ de PCメール            |
| デコレーションメール 絵しゃべりメール ラッピングメール                                  | デコレーションアニメ                                                             | au one メール                                                | 緊急通報位置通知                |
| ワンセグ                                                                                | グローバルパスポート (CDMA)                                                      | 赤外線通信 (irSimple) 無線LAN機能 (Wi-Fi WIN)                | Bluetooth                       |

## 不具合
2009年12月24日に以下の不具合の修正がケータイアップデートにより行われた。
- カメラ撮影時に、電源がリセットする場合がある。
- 音声通話時に相手の声が聞き取りづらい場合がある。